# جيس نيلي
جيس نيلي (بالإنجليزية: Jess Neely)‏ هو لاعب كرة قدم أمريكية أمريكي، ولد في 4 يناير 1898 في سميرنا في الولايات المتحدة، وتوفي في 9 أبريل 1983 في ويسلاكو في الولايات المتحدة.

## وصلات خارجية
- جيس نيلي على موقع قاعة تينيسي للمشاهير الرياضية (الإنجليزية)